# 本格 (清朝宗室)
宗室本格（穆麟德轉寫：uksun benge；1846年4月12日—1898年10月30日）、本格，愛新覺羅氏，清朝政治人物、豫親王。
同治七年，襲和碩豫親王。次年任正藍旗總族長。光緒二年，任內大臣、管理正白旗覺羅學事務。光緒四年，任鑲白旗蒙古都統，署鑲白旗滿洲都統、署理備查壇廟大臣、專操大臣、署正紅旗蒙古都統。次年署鑲黃旗蒙古都統、稽查內七倉大臣、左翼查城大臣、管理新舊營房大臣。光緒七年，署鑲黃旗蒙古都統、鑲白旗漢軍都統、備查壇廟大臣。光緒八年，署漢軍都統。光緒九年，任稽查壇廟大臣。光緒十年，任宗人府左宗正、署正白旗漢軍都統。光緒十一年，署正紅旗蒙古都統。光緒十二年，署鑲黃旗蒙古都統。光緒十三年，署鑲藍旗滿洲都統。光緒十四年，署正藍旗漢軍都統。光緒十五年，署正藍旗漢軍都統、總理行營事務大臣、鑲黃旗領侍衛內大臣。

## 家族
- 努爾哈赤 (八世祖)
- 多鐸 (七世祖)
- 多尼 (六世祖)
- 鄂札 (五世祖)
- 德昭 (高祖父)
- 修齡 (曾祖父)
- 裕全 (祖父)
- 義道 (父)
- 義閱、義寶 (叔)

- 懋林 (嗣子)